# Samuel Dushkin
Samuel Dushkin, Samuel Duszkin; ur. 13 grudnia 1891 w Suwałkach, zm. 24 czerwca 1976 w Nowym Jorku) – amerykański skrzypek pochodzenia polskiego.
Wyemigrował do Stanów Zjednoczonych jako dziecko. Studiował w Nowym Jorku u Leopolda Auera oraz w Paryżu u Guillaume’a Rémy’ego i Fritza Kreislera. Debiutował jako skrzypek w 1918 roku, koncertując w Paryżu i Londynie. W 1924 roku debiutował na scenie amerykańskiej. W okresie międzywojennym zdobył sławę jako interpretator muzyki współczesnej. Jako pierwszy wykonał rapsodię Maurice’a Ravela Tsigane (Amsterdam 1925) i dedykowany mu Koncert skrzypcowy Igora Strawinskiego (Berlin 1931). W 1931–1937 odbył wspólnie ze Strawinskim szereg podróży koncertowych, grając w duecie razem z kompozytorem występującym w roli pianisty. Występowali wspólnie m.in. podczas prawykonania skomponowanego przez Strawinskiego Duo concertant (Berlin 1932). Bohuslav Martinů zadedykował mu swój I Koncert skrzypcowy.
W jego posiadaniu było troje wartościowych skrzypiec: „Dushkin, Sandler” Stradivariego z 1701, „Dushkin, Bellarosa” Stradivariego z 1707 i „Dushkin”  Guarneriego z 1742. Grał też na skrzypcach „Baron Heath” Guarneriego z 1743.
Był autorem publikacji o charakterze pedagogicznym oraz transkrypcji dzieł kompozytorów współczesnych i dawniejszych.